# Stadion Františka Kloze
Das Stadion Františka Kloze ist ein Fußballstadion in der tschechischen Stadt Kladno. Es ist die Spielstätte des Fußballvereins SK Kladno. Im Stadion, das nach František Kloz benannt ist, stehen 4.000 Sitzplätze zur Verfügung.

## Charakteristika
Das Stadion liegt am westlichen Stadtrand Kladnos in unmittelbarer Nähe zum städtischen Eisstadion. Es verfügt über vier Tribünen, ist jedoch nur an drei Seiten ausgebaut. An der Westseite, wo auch der Haupteingang liegt, befindet sich die überdachte Haupttribüne (Tribüne A). Südlich daneben steht die kleine unüberdachte Tribüne B. In der Südkurve befindet sich die ebenfalls unüberdachte Tribüne C. Dort befindet sich auch der Sektor der Heimfans. Auf der Gegengerade befindet sich die Tribüne D, dessen nördlicher Teil den Sektor für die Anhänger der Gäste beinhaltet.

## Historie
Im Frühjahr 1914 entschied der Stadtrat von Kladno, eine neue Handwerksschule zu errichten. Als Fläche für den Neubau wurde die Lokalität U Amálky gewählt, auf der sich teilweise der Fußballplatz des SK Kladno befand. Der Klub fand sehr schnell im ganz in der Nähe im Stadtwald Lapák ein neues Grundstück und begann unter der Leitung von Bauherr Hraběte mit dem Bau eines neuen Sportplatzes. Der neue Platz wurde am 25. Oktober 1914 mit einem Spiel gegen den SK Kročehlavy eröffnet, das 3:3 endete.
Im Jahr 1951 wurde der Ascheplatz in einen Rasenplatz umgewandelt. Am 31. August 1969 wurde das Stadion in Gedenken an František Kloz in Stadion Františka Kloze umbenannt. An diesem Tag unterlag der SK Kladno in einem Ligaspiel Sparta Prag mit 0:2. Im Jahr 1973 ging das Grundstück, auf dem sich das Stadion befindet, in den Besitz des Stahlherstellers SONP Kladno über, der gleichzeitig Trägerbetrieb des zu diesem Zeitpunkt als TJ SONP Kladno antretenden Vereins war.
Im Jahr 1975 erhielt das Stadion eine Flutlichtanlage mit einer Leistung von 600 Lux, die mit einem 1:0-Sieg im Halbfinale des tschechischen Pokals gegen Baník Ostrava am 13. Dezember 1975 eingeweiht wurde. Die Flutlichtanlage wurde im Jahr 2006 erneuert und verfügt nun über eine Leistung von 1.400 Lux.
Im Jahr 1988 begann eine Modernisierung des Stadions, die sich beinahe 20 Jahre lang hinzog. Zunächst wurde das Dach und die Fassade der Haupttribüne erneuert. Außerdem begann SONP auch mit dem Bau einer neuen, kleinen Tribüne neben der Haupttribüne, kam aber nicht über die Errichtung der Stahlkonstruktion hinaus. Die Tribüne wurde erst im Jahr 2005 endgültig fertiggestellt.
Im Jahr 1998 ging die zwischenzeitlich privatisierte SONP Holding in Konkurs. Der SK Kladno erwarb das Stadion aus der Konkursmasse für 3,75 Millionen Kronen.
Im Laufe des lang anhaltenden Umbaus von Ende der 1980er bis 2007 sank die Kapazität von 25.000 Zuschauern auf zunächst 10.000. In einer weiteren Etappe wurde das Stadion zu einem All-Seater umgebaut, der 4.000 Zuschauer fasst.
Im Dezember 2008 spekulierten Medien darüber, dass die Stadt Kladno das Stadion dem SK Kladno für 45 Millionen Kronen abkaufen könnte.